# Табулювання функції
Табулювання функції — це обчислення значень функції при зміненні аргументу від деякого початкового значення до деякого кінцевого значення з певним кроком. Саме так складають таблиці значень функцій, звідси й назва — табулювання. Необхідність в табулюванні виникає при розв'язуванні широкого кола задач. Наприклад, при чисельному розв'язуванні нелінійних рівнянь f(x) = 0, методом табулювання можна відокремити (локалізувати) корені рівняння, тобто знайти такі відрізки, на кінцях яких функція має різні знаки. За допомогою табулювання можна знайти мінімум чи максимум функції. Іноді трапляється так, що функція не має аналітичного подання, а її значення отримуються в результаті обчислень, що часто буває при комп'ютерному моделюванні різних процесів. Якщо така функція буде використовуватися в подальших розрахунках, то часто роблять так: обчислюють значення функції в потрібному інтервалі змінення аргументу, тобто складають таблицю (табулюють), а після того за цією таблицею будують яким-небудь способом іншу функцію, задану аналітичним виразом (формулою). Необхідність у табулюванні виникає також при побудові графіків функцій на екрані комп'ютера.